# Olivecrona
Olivecrona är en svensk adelsätt, som härstammar från Finland.
Ätten äldste säkerställda stamfader är Thomas Perman (d. 1693), som var handelsman och rådman i Stockholm. Efternamnet var taget efter hans födelseby Pernå by i Finland, där hans far varit bonde. Thomas Perman blev med sin hustru Margaretha Nilsdotter Hällberg far till Hans Perman (1680-1741), som var assessor i Svea hovrätt, och Isak Perman (1681-1764), som var landshövding och hovrättsråd i Svea hovrätt. Dessa båda adlades 1719 på namnet Olivecrona. Isak Olivecronas gren utslocknade på svärdssidan med honom själv. Med sin hustru Sara Christina Schwede, dotter till professor Johan Schwede och Brita Behm (släkten Behm), fick han vuxna döttrar som blev stammödrar till adelsätterna Nordenstam och adopterade grenen av von Schaeij, medan en tredje dotter gifte sig först Cedercrona och sedan med bergsrådet Per Adlerheim.
Den äldre släktgrenen fortlever. Den ovan nämnde Hans Olivecrona blev hovrättsråd. Hans hustru Margareta Iserhjelm var dotter till biskop Mattias Iser och Margareta Nyman (en ättling till Stormor i Dalom från Bureätten) och hade adlats för faderns förtjänster. Makarna fick bara en son som förde ätten vidare, hovjägmästaren Carl Ulric Olivecrona.
Till släkten hör rektorn för Uppsala universitet, professor Knut Olivecrona (1817-1905), hans hustru kvinnosakskvinnan Rosalie Olivecrona, född Roos, (1823-1898), deras son häradshövdingen Axel Olivecrona (1860-1948), hans söner professorn i neurokirurgi Herbert Olivecrona och professorn i juridik Karl Olivecrona. Även väg- och vattenbyggnadsingenjören Wilhelm Olivecrona (1870-1968) tillhör släkten.

## Personer med efternamnet Olivecrona
- Axel Olivecrona
- Eliza Olivecrona
- Gustaf Olivecrona
- Hans Olivecrona
- Herbert Olivecrona
- Karl Olivecrona
- Knut Olivecrona
- Lotta Olivecrona
- Rosalie Olivecrona
- Thomas Olivecrona
- Wilhelm Olivecrona